# Англь (Прованс — Альпы — Лазурный Берег)
Англь (фр. Angles, окс. Angles) — коммуна во Франции, находится в регионе Прованс — Альпы — Лазурный Берег. Департамент коммуны — Альпы Верхнего Прованса. Входит в состав кантона Сент-Андре-лез-Альп. Округ коммуны — Кастелан.
Код INSEE коммуны — 04007.

## Население
Население коммуны на 2008 год составляло 72 человека.
| 1962 | 1968 | 1975 | 1982 | 1990 | 1999 | 2008 |
| ---- | ---- | ---- | ---- | ---- | ---- | ---- |
| 55   | 57   | 55   | 65   | 56   | 67   | 72   |

## Экономика
В 2007 году среди 46 человек в трудоспособном возрасте (15—64 лет) 26 были экономически активными, 20 — неактивными (показатель активности — 56,5 %, в 1999 году было 58,5 %). Из 26 активных работали 25 человек (15 мужчин и 10 женщин), безработным был 1 мужчина. Среди 20 неактивных 4 человека были учениками или студентами, 6 — пенсионерами, 10 были неактивными по другим причинам.

## Достопримечательности
- Церковь Нотр-Дам-э-Сент-Онора (XVII век)
- Часовня Нотр-Дам
- Часовня Сен-Жан